# Kuala Air Hitam
Kuala Air Hitam is een bestuurslaag in het regentschap Langkat van de provincie Noord-Sumatra, Indonesië. Kuala Air Hitam telt 2730 inwoners (volkstelling 2010).